# Стесихор
Стесихор (Грчки: Στησίχορος, Stēsichoros; око 630 – 555 пре нове ере) био је грчки лирски песник. Најпознатији је по причању епских прича у лирским стиховима.

## Биографија
Стезихор је рођен у Метауросу (савремени Ђоја Тауро) у Калабрији, јужна Италија.
Био је сврстан међу девет лирских песника које су ценили научници хеленистичке Александрије, а ипак је његово дело изазвало релативно мало интересовања међу античким коментаторима, тако да је данас сачувано изузетно мало фрагмената његове поезије. Класичар Дејвид Кембел примећује: „Време се оштрије односило према Стезихору него према било ком другом великом лирском песнику“. Недавна открића, забележена на египатском папирусу, довела су до извесног побољшања нашег разумевању његовог дела, потврђујући да је био спона, веза између Хомеровог епског наратива и лирске нарације песника попут Пиндара.
Он је такође извршио значајан утицај на представљање мита у уметности 6. века, и на развој атинске драмске поезије.